# Billy Petrolle
Billy Petrolle (* 10. Januar 1905 in Berwick, Pennsylvania, USA; † 14. Mai 1983) war ein US-amerikanischer Boxer im Leichtgewicht.
Der Sohn italienischer Einwanderer war Normalausleger und bestritt seinen ersten Kampf am 8. Mai 1922 bereits im Alter von 17 Jahren gegen seinen Landsmann Sammy Dorkins und verlor über vier Runden nach Punkten. Insgesamt absolvierte er über 100 Fights.

## Aufnahme in Ruhmeshallen
Petrolle wurde unter anderem in folgende Ruhmeshallen aufgenommen:
- International Boxing Hall of Fame (2000)
- The Ring Magazine Hall of Fame
- World Boxing Hall of Fame
- Minnesota Boxing Hall of Fame